# Frivaldszkyola
Frivaldszkyola là một chi bướm đêm thuộc họ Noctuidae.